# Bahdinan
Bahdinan fou un territori kurd situat al nord i nord-est de la plana de Mossul, existent entre vers el 1203 fins a la meitat del segle xix. La capital fou Amadiya a la moderna província de Dahuk al Kurdistan Iraquià. La regió està regada pel riu Zey Badinan afluent del Gran Zab, entremig dels rius Kazer Rubar-i Rawandiz, que forma el seu límit oriental.
Va formar un principat amb Akra (kurd Akre), Dahuk, Zakhu, Shush i els territoris dels zebaris al Gran Zab. Limitava al nord amb els principats de Bohtan i Hakkari i al sud amb el de Soran. Fou governat per la família Baha al-Din (kurd Bahdinan) que tenia el seu origen en Shams al-Din (Shamdinan). La seva història durant dos segles és ben coneguda per la història de Sharif al-Din Bitlisi entre el timúrida Xah Rukh i el 1596.
Els kurds van establir el seu domini hereditari a la regió centrada a Amadi sota la dinastia d'atabegs zengites de Mossul i van guanyar poder amb la decadència dels zengites (segle xiii i XIV).
El principat es va estendre en temps de l'amir Hasan, vassall del safàvida Ismail I, cap a Dahuk i la regió dels kurds sindis al nord de Zakhu. El seu fill Sultan Husayn fou reconegut pel soldà otomà Solimà I el Magnífic. Kubad, fill de Sultan Husayn, fou mort i deposat per la tribu dels mizuris, però el seu fill Saydi Khan va recuperar el poder amb ajut dels otomans. Al començament del segle xviii el sobirà d'Ardalan, vassall d'Abbas el Gran, va nomenar un governador a Amadiya del qual va dependre Bahdinan per poc temps. Després va caure sota sobirania otomana. Va arribar al seu màxim poder amb Bahram Pasha el Gran (1726-1767), al que va succeir el seu fill Ismail Pasha (1767-1798) que va fer front a la revolta dels seus germans que més d'una vegada van ocupar Zakhu i Akra.
Murad Pasha, fill d'Ismail, fou expulsat d'Amadiya per son cosí Kubad, amb el suport del paixà de Sulaymaniyya, Baban, però les tribus mizuris es van revoltar i van enderrocar a Kubad (1804) i va pujar al tron Adil Pasha, fill d'Ismail i germà de Murad, que fou reconegut pel paixà otomà Djalali de Mossul. El 1808 el va succeir el seu germà Zubayr. Muhammad Said Pasha fou atacat (i finalment deposat) per l'emir Muhammad Pasha Kora "el Pasha Cec" de Rawandiz conqueridor del veí principat de Soran (1832). El 1833 Akra i Amadiya foren ocupades; llavors Muhammad Pasha Kora va atacar Zakhu i finalment tot el principat de Bahdinan (1834), i el va conservar de fet uns anys fins al 1838 quan fou incorporat al sandjak de Mossul (efectiu el 1843).
Avui dia viuen en aquesta regió, que conserva el nom, els barwaris, els doskis, els gullis, els mizuris, els raykanis, els silayvanis, els sindis i els zebaris. Parlen el dialecte kurd kurmanji, el més important dels dialectes kurds (anomenant també badinaní). La religió predominant és l'islam sunnita però a Saykan i Djabal Sendjar predominen els yazidis. També hi ha petites minories de caldeus i assiris.